# Dinedor
Dinedor – wieś w Anglii, w hrabstwie Herefordshire. Leży 5 km na południowy wschód od miasta Hereford i 186 km na zachód od Londynu.